# 雍糾
雍糾，又作雍糺，春秋鄭國大夫，娶了權臣祭足的女兒雍姬，與郑厉公合謀殺死祭足，結果雍糾居然與其妻雍姬討論，雍姬告知祭足，雍糾反而被祭足所殺。
鄭莊公有許多孩子，死後由鄭昭公即位。宋莊公威脅祭足，祭足改立郑厉公，鄭昭公流亡衞國。
祭足控制了郑厉公，掌握了政權。厲公無法忍受，在前697年，和祭足的女婿雍糺合謀，企圖暗殺祭足。但雍糺居然跟自己的妻子討論此事，雍姬向母親求助，母親直說：「人盡夫也（人盡可夫），父一而已，胡可比也？」(每個人都可以當夫婿，父親只有一個。)雍姬於是向父親告密，祭仲立即將雍糾殺死，厉公流亡蔡國，祭足迎鄭昭公復辟。

## 成語
「人盡可夫」後用以形容不守貞節的婦女或指過皮肉生涯的妓女。